# Macrorrhyncha coxale
Macrorrhyncha coxale är en tvåvingeart som först beskrevs av Friedrich Hermann Loew 1870.  Macrorrhyncha coxale ingår i släktet Macrorrhyncha och familjen platthornsmyggor. Inga underarter finns listade i Catalogue of Life.